# Monastère Saint-Jean-Baptiste (Sviajsk)
Le monastère Saint-Jean-Baptiste (Sviajsk) (en russe : Иоанно-Предтеченский монастырь в Свияжске) est un monastère de l'éparchie de Kazan et du Tatarstan de l'église orthodoxe. Avant la révolution de 1917, il était destiné aux femmes, mais aujourd'hui il sert d'hôtellerie au monastère de la Dormition-de-la-Mère-de-Dieu à Sviajsk, monastère voisin pour homme. Les deux ensembles sont situés à Sviajsk à 49 km à l'ouest de la ville de Kazan. Ce monastère pour femmes de Sviajsk a été fondé en même temps que ce village, en 1551, près de l'église de la Nativité.

## Histoire

### Monastère de la Sainte-Trinité (pour homme)
Le monastère a été fondé en même temps que la ville de Sviajsk en 1551. À la même époque est édifiée l'église de la Trinité de Sviajsk. Le monastère était à l'origine occupé par des moines de la Laure de la Trinité-Saint-Serge de la région de Moscou, qui sont restés ensuite les tuteurs du monastère de Sviajsk. Par décret du tsar, le monastère s'est vu attribuer les villages de Gorodichtche, de Kildiaevo et d'Aguichtchevo, ainsi que les bois le long de la rivière Ousolne, des zones de pêche, et un moulin. Le monastère est construit en peu de temps. En 1604, est construite l'église de Serge de Sviajsk avec ses chapelles dédiées à Serge et à Nikon, dont les sous-sols abritaient des cellules de moines. Une grande cathédrale est construite également, qui n'a pas été conservée et sur les ruines de laquelle a été édifiée la nouvelle au début du XXe siècle, celle de l'icône Joie de tous les affligés.
En 1764, à la suite de la sécularisation imposée par Catherine II, le monastère est fermé. Les moines, la bibliothèque et les archives sont transférés à l'emplacement au monastère de la Trinité et de l'église Saint-Serge.

### Monastère Saint-Jean-Baptiste (pour femme)
Le monastère est fondé à une date inconnue à la fin du XVIe siècle. C'est plus exactement un couvent pour femmes, attaché à l'église paroissiale de la Nativité, jusqu'au XVIIIe siècle. On lui donne un nom lié à la Nativité puis à Jean le Baptiste. Ni la première église en bois, ni celle qui a suivi et qui était en briques, n'ont été conservées. Le monastère n'avait pas de terres en propriété et vivait modestement de subsides et de la charité des fidèles. La ville de Sviajsk et le monastère ont subi plusieurs incendies. Après celui de 1795, le monastère pour femmes est détruit et on lui attribue des bâtiments vides de celui pour hommes voisin du monastère de la Dormition-de-la-Mère-de-Dieu à Sviajsk. C'est alors le début d'une période d'apogée dans l'histoire de ce monastère. Il reçoit une dotation considérable de l'État. Puis de nombreuses cellules et habitations en briques sont construites.
De 1898 à 1906 l'architecte Fiodor Malinovski réalise dans un style néo-byzantin la grande cathédrale du nom de l'icône de la Joie de tous les affligés. Lors de chaque antipascha, après Pâques, l'icône est emmenée en procession dans les villes et villages de l'éparchie de Kazan. La cathédrale néo-byzantine est l' édifice dominant du village-île de Sviajsk. Au début du XXe siècle, y vivaient jusqu'à 400 moniales et novices. C'était le deuxième plus grand monastère de l'éparchie après le monastère de Kazan-de-la-Mère-de-Dieu (ru).
Le monastère est fermé en 1919. À l'époque soviétique, toutes les églises passent dans le patrimoine du musée-réserve d'histoire et d'architecture de Sviajsk. L'ancienne iconostase de l'église en bois de la Sainte-Trinité a été attribuée au musée de l'État des arts figuratifs de la république du Tatarstan. L'église elle-même a été restaurée en 1959. Sa décoration intérieure a été conservée.

## Ensemble architectural
L'ensemble architectural est assez bien conservé. Il comprend les bâtiments du monastère de la Trinité et de Saint-Serge ainsi que des bâtiments édifiés au XIXe siècle-début du XXe siècle dont la cathédrale de l'icône Joie de tous les affligés.

### Église (en bois) de la Trinité
L'église la plus ancienne non seulement au sein du monastère, mais dans toute la région de la Volga centrale et de la basse-Volga est l'église en bois de la Trinité qui date de 1551. C'est le seul édifice en bois qui subsiste des premières constructions en bois du village de Sviajsk. Il possède une valeur culturelle et historique précieuse en tant qu'église en bois de l'ancienne Russie. Il est vrai que son apparence a été modifiée au cours du XIXe siècle: l'église cessa d'être en forme de chatior, reçut un nouveau toit arrondi en tôles et en bois. L'intérieur a été fortement endommagé à l'époque soviétique et les icônes du XVIe siècle-XVIIe siècle ont été enlevées, mais l'ensemble de l'iconostase sculptée en bois a été conservé.

Église de la Sainte-Trinité
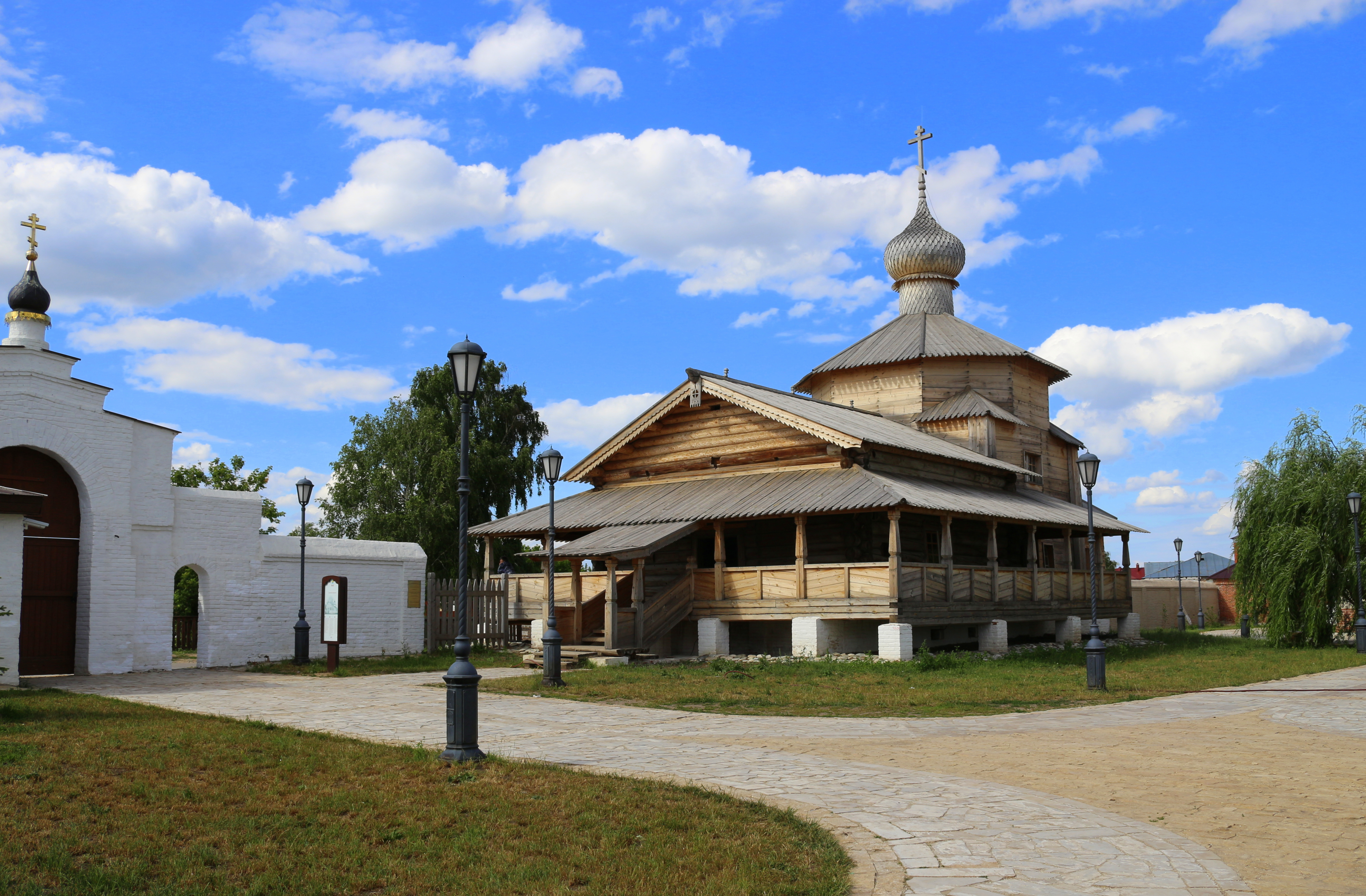
Église de la Sainte-Trinité en 2014 après restauration
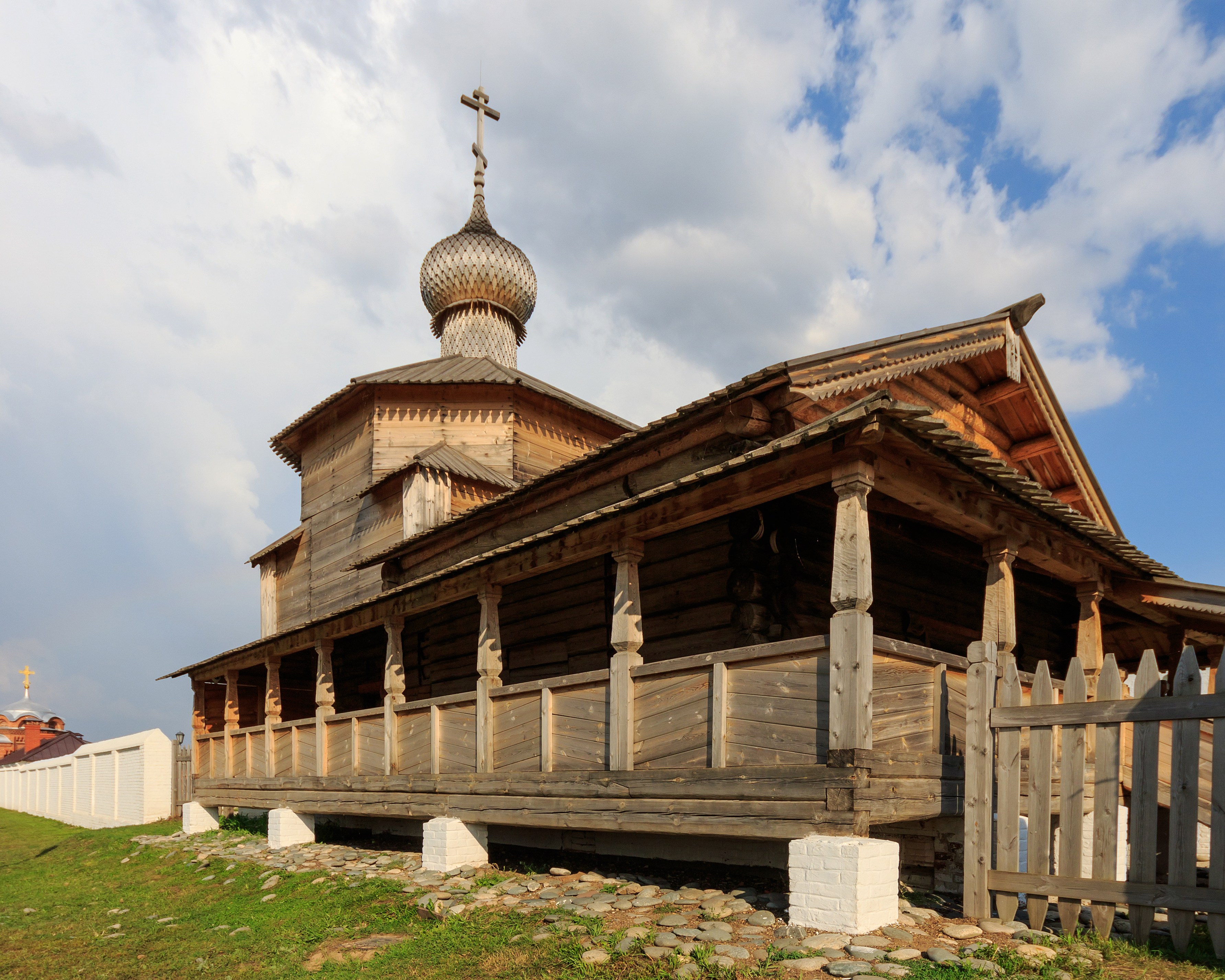
Église de la Sainte-Trinité

### Église Saint Serge
La deuxième église est édifiée en pierre et est dédiée à Serge de Radonège en 1604. C'est un édifice à un seul dôme posé sur un petit clocher attenant, construit un peu plus tard. L'intérieur forme une trapeznaïa soutenue par une seule colonne ce qui est rare dans cette région. Sous le paperte couvert, à droite de l'entrée, une fresque bien conservée représente la Trinité de l'ancien testament avec les saints Serge de Radonège et Alexandre Svirski. Cette fresque est contemporaine de l'église et présente un grand intérêt pour les historiens d'art du fait qu'elle est en dimension plus grande une copie murale de l'Icône de la Trinité du peintre Andreï Roublev.

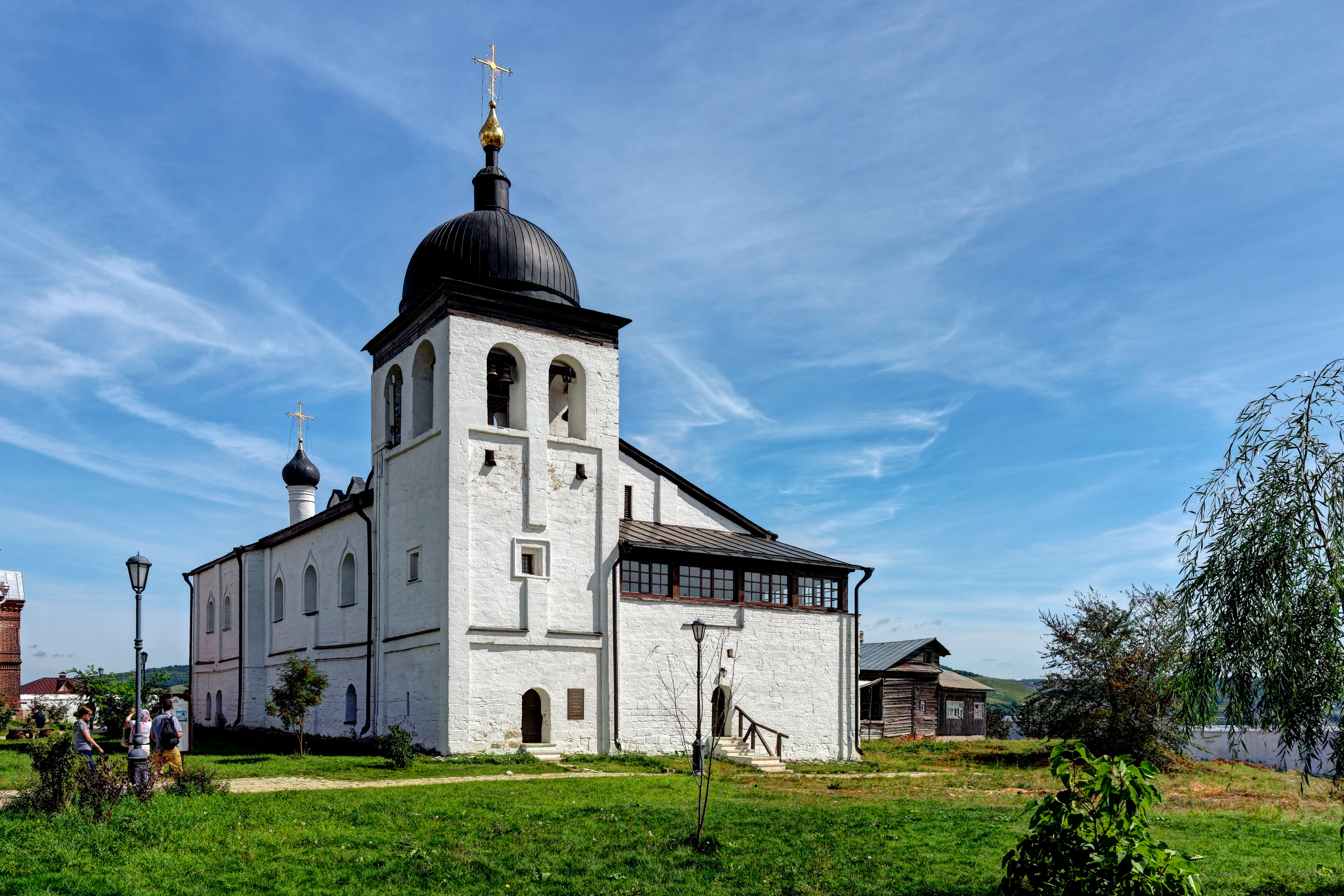
Église Saint-Serge du monastère du couvent Saint-Jean-Baptiste

### Cathédrale de l'icôneJoie de tous les affligés
Le troisième édifice religieux du monastère est la cathédrale de l'icône Joie de tous les affligés construite en 1898—1906 et peinte en 1914. L'architecte en est F. Malinovski. C'est le plus grand et le plus récent bâtiment de Sviajsk. Il est monumental, couvert de nombreuses coupoles et réalisé en brique rouge. Le style est russo-byzantin.

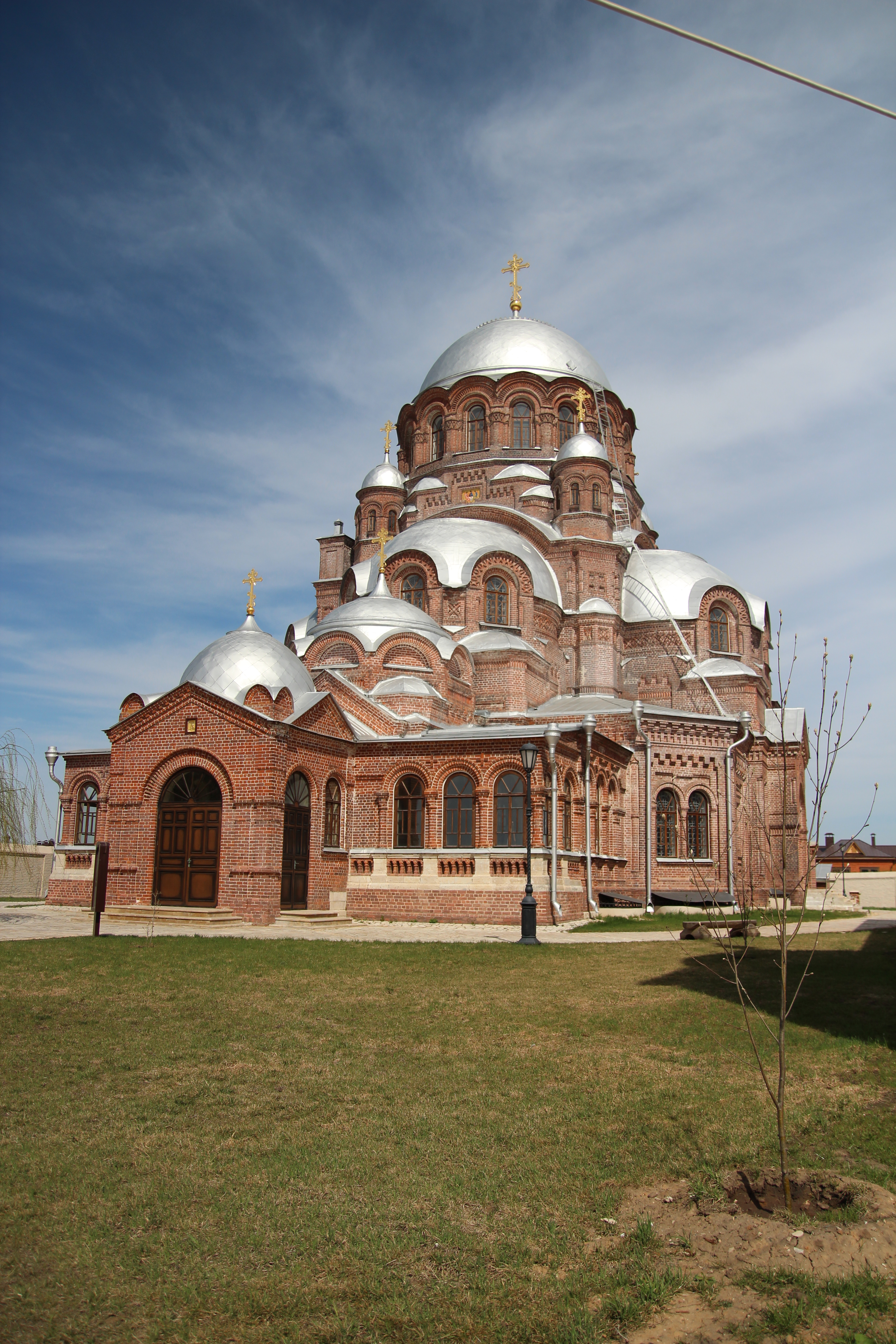
Cathédrale de l'icône Joie de tous les affligés

Une tour-chapelle a également été conservée qui date de 1901 (dédiée aujourd'hui aux saints martyrs impériaux) et un certain nombre de maisons d'habitations et de fermes datant des années 1820, 1830 et 1890.

## Adresse et accès
L'adresse du monastère de Jean le Baptiste est: 422500, République du Tatarstan, district de Zelenodolski, Sviajsk. Accès: depuis la gare fluviale de Kazan.
Depuis 2007 une étroite route a été aménagée pour pouvoir atteindre l'île moyennant péage.

## Galerie

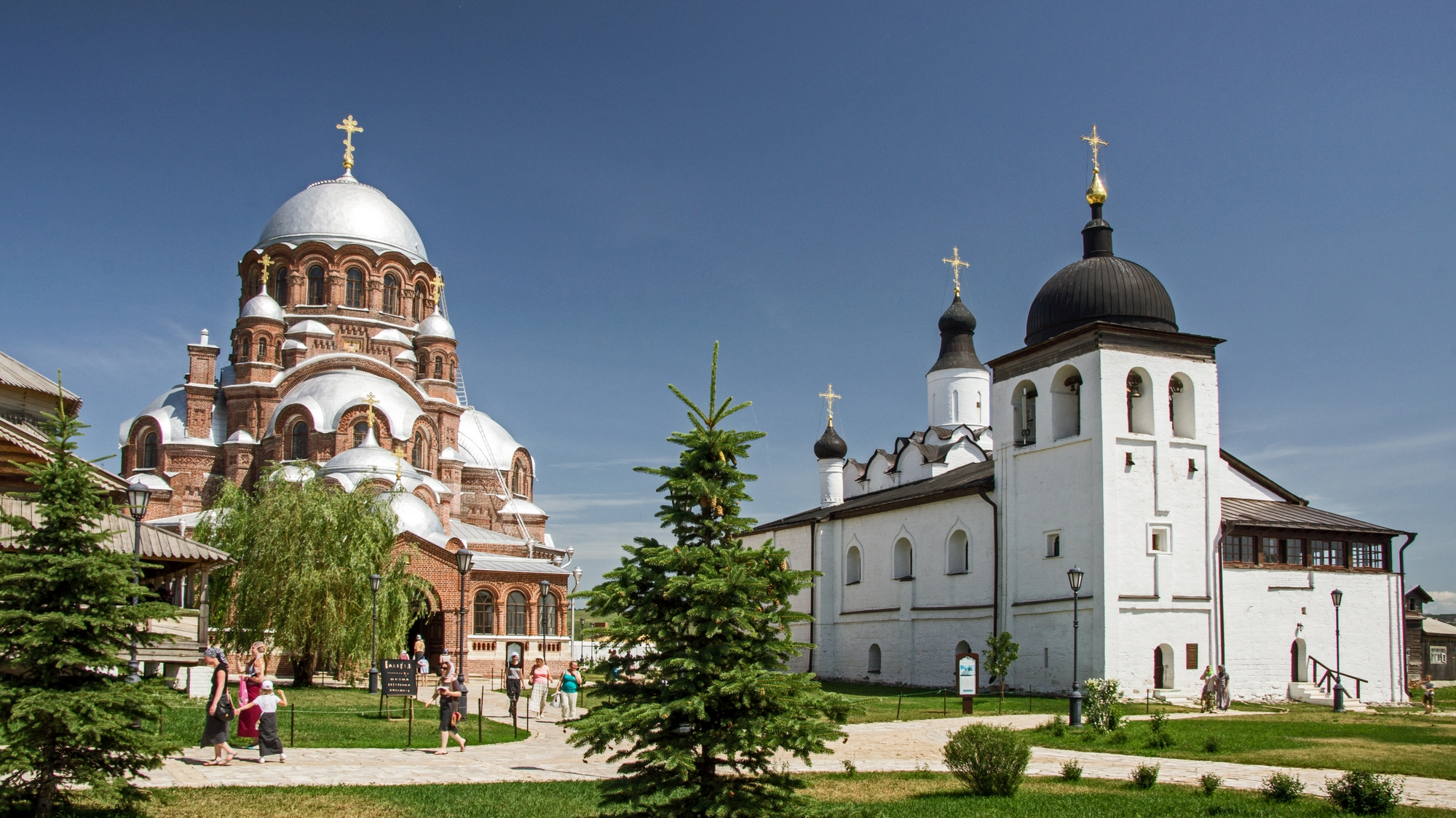
Église Saint-Serge
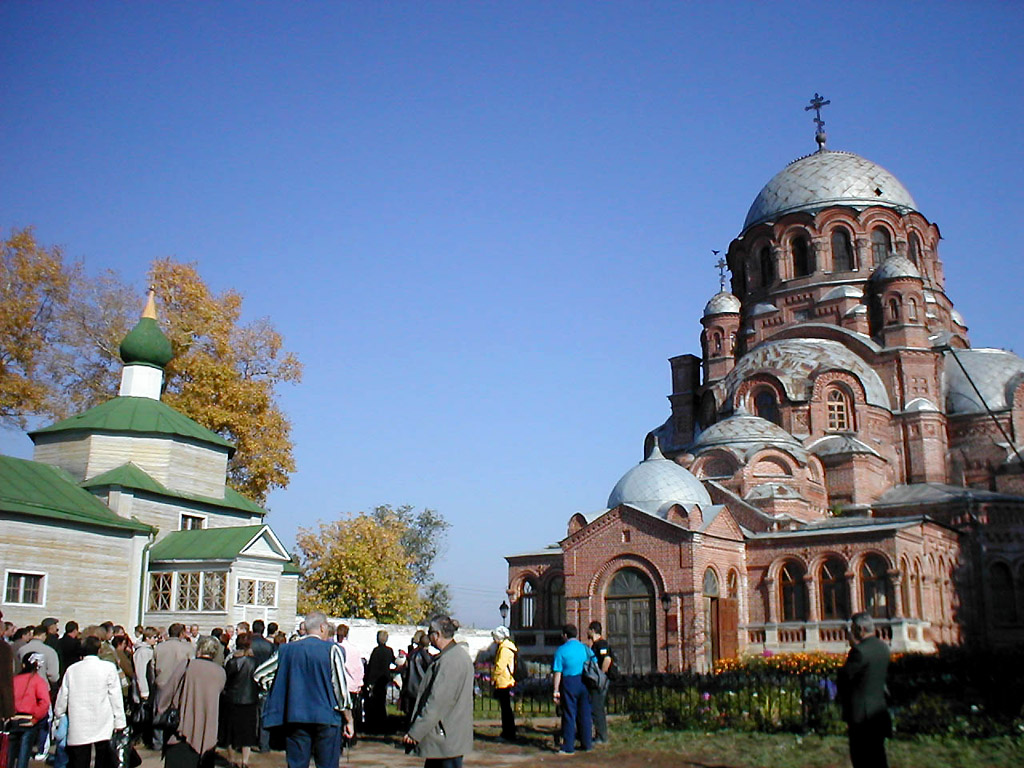
Les églises du monastère. A gauche Saint-Serge avant restauration
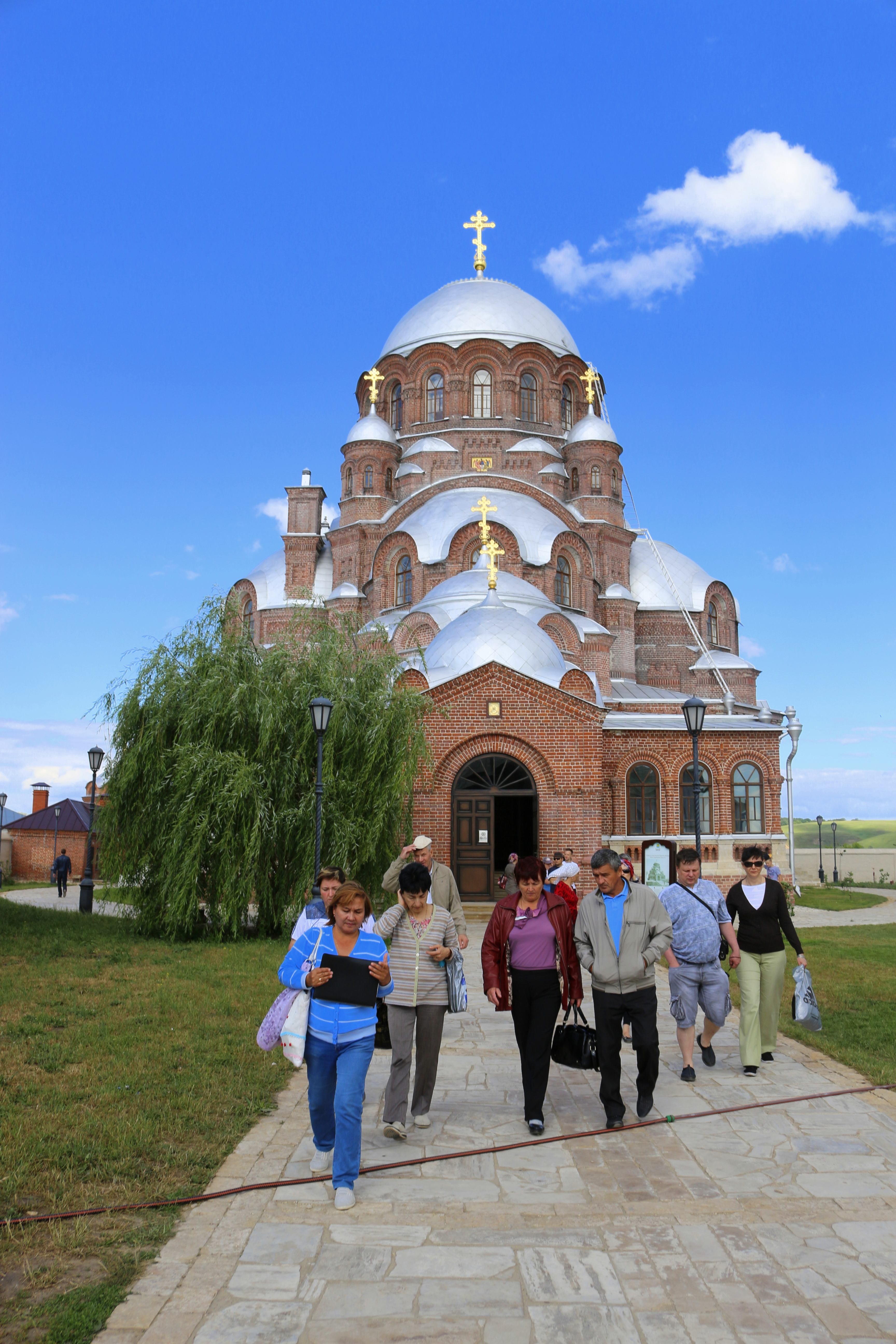
Cathédrale de la Mère de Dieu
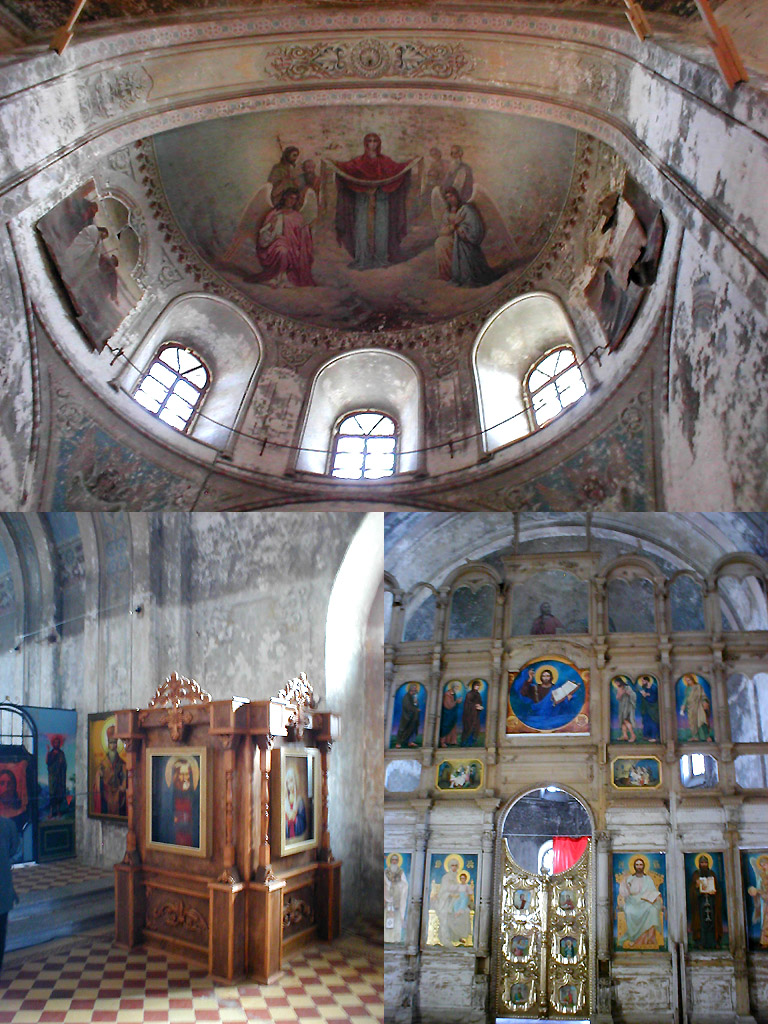
intérieur de la cathédrale de la Mère de Dieu